# Parafia św. Tekli w Naruszewie
Parafia pw. Świętej Tekli w Naruszewie – parafia należąca do dekanatu płońskiego południowego, diecezji płockiej, metropolii warszawskiej. Poprzednio należała do dekanatu płońskiego, diecezji płockiej, metropolii warszawskiej.
Została erygowana w XIII wieku.